# Pip (Městečko South Park)
Pip (v anglickém originále Pip či Great Expectations) je čtrnáctý díl čtvrté řady amerického komediálního animovaného televizního seriálu Městečko South Park.

## Děj
Díl je parodií na román Nadějné vyhlídky od Charlese Dickense.
Osmiletý kovářský učeň Pip se zamiluje do Estelly, dcery paní Havishamové. Z Pipa, který se přestěhuje do Londýna, se stane díky příteli Pocketovi gentleman, aby mohl udělat dojem. Paní Havishamová si toho však nevšímá, protože to jediné co chce je, aby její dcera zlomila srdce jejím klukům, jejichž pláč by posloužil jako palivo pro stroj, kterým by duše paní Havishamové splynula s tou Estellinou. Cílem paní Havimashové je totiž lámat klukům srdce po další generace. Pip Estellu přesvědčí, že není zlá a ať s ním uteče. Pipovi přátelé mu pomohou Estellu odpoutat od přístroje a paní Havishamová tak shoří. Pip s Estellou budou žít spolu šťastně až na věky věků. Pipův přítel Pocket však zahyne na žloutenku typu B.

## Zajímavosti
V díle se objevil Malcolm McDowell, který příběh zčásti odvyprávěl.